# 서문
서문(序文, foreword)은 책이나 문학 작품의 저자에 의해 쓰여진 작품에 대한 소개이다. 보통 서문은 작품의 저자가 쓴 것을 의미하며, 저자 이외의 다른 사람이 쓴 것을 추천서문(推薦序文)이라고 하는데, 일반적으로 작품의 저자가 쓴 서문은 추천서문의 뒤에 둔다. 서문은 일반적으로 책의 탄생 배경이나 책의 내용을 다듬는 데 도움이 된 발상을 포함하며, 때때로 작가가 글을 쓰는 작업에 도움을 준 다른 사람들에 대한 감사의 인사로 끝을 맺기도 한다.
서문은 보통 말미에 글을 쓴 날짜와 장소와 함께 저자의 서명을 하며, 저자 이외의 다른 사람이 쓴 추천서문의 경우에도 서명을 한다. 본문을 이해하는 데 필수적인 정보는 글의 범례 부분이나, 아라비아 숫자로 쪽을 매기는 서언(序言 또는 緖言) 부분에 위치한다. 서문은 책을 읽기 시작하는 사람들의 이해를 돕기 위한 글을 의미하기도 하며, 때때로 pref로 줄여 쓰기도 한다. 마찬가지로, 프롤로그는 보통 글에 대한 소개를 하며, 저자의 견해에 대한 부분보다는 본문의 장르나 이야기 전개에 초첨을 맞춘다.

## 같이 보기
- 서언
- 추천서문

## 참고 문헌
- A history of the preface in several languages is contained in: Tötösy de Zepetnek, Steven. The Social Dimensions of Fiction: On the Rhetoric and Function of Prefacing Novels in the Nineteenth-Century Canadas. Braunschweig-Wiesbaden: Westdeutscher (Friedr. Vieweg & Sohn), 1993. CLCWeb: Comparative Literature and Culture.
- The difference between a preface, foreword, and introduction, patmcnees.com